# Het Wonderlijke Land van Oz

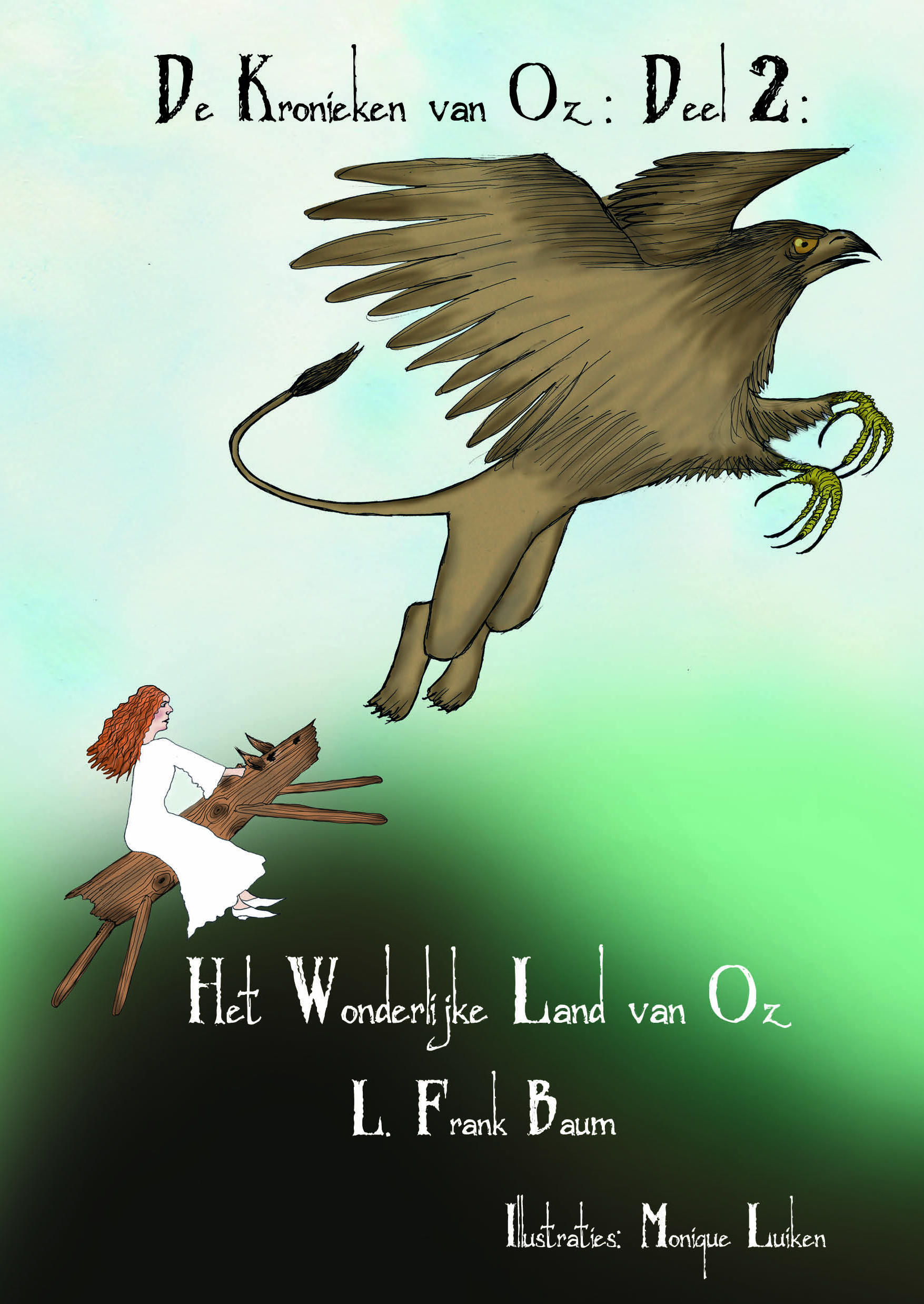
Het Wonderlijke Land van Oz (Kaft)

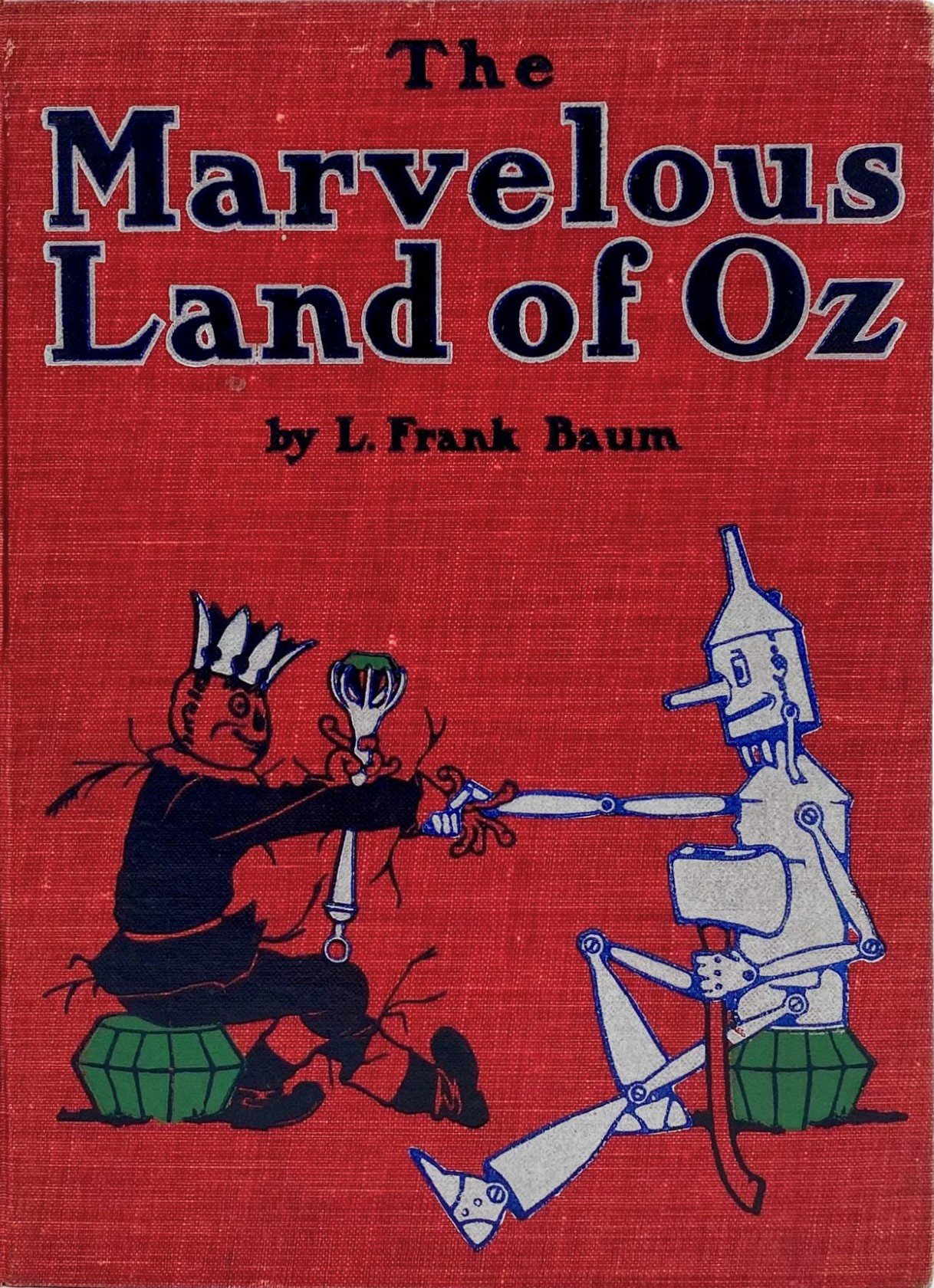
The Marvelous Land of Oz (oorspronkelijke kaft)

Het Wonderlijke Land van Oz, gewoonlijk afgekort tot Het Land van Oz, werd gepubliceerd op 5 juli 1904 en is het tweede boek van L. Frank Baum dat zich afspeelt in het Land van Oz en het eerste vervolg op The Wonderful Wizard of Oz (1900). Dit en de volgende 34 Oz-boeken van de uiteindelijke 40 werden geïllustreerd door John R. Neill. Het verhaal werd gebruikt in een aflevering van The Shirley Temple Show in 1960 en in een Japanse animatieserie met de naam De Tovenaar van Oz uit 1986 die in Nederland door de VARA en in België door de BRT werd uitgezonden. Het werd ook in stripvorm gepubliceerd door Marvel Comics; eenmaal in 1975 in de Marvel Treasury of Oz-serie, en opnieuw in een serie met acht nummers, waarvan het eerste nummer in november 2009 werd uitgebracht. Plot-elementen uit The Marvelous Land of Oz zijn opgenomen in de Disney-speelfilm Return to Oz uit 1985. De hierboven genoemde Japanse animatieserie De tovenaar van Oz uit 1986 en daaruit voortvloeiende strip-serie(s) gebruikten slechts elementen uit het verhaal van Het Wonderlijke Land van Oz. Het Wonderlijke Land van Oz is voor het eerst in volledige Nederlandse vertaling verschenen in 2016 en werd geïllustreerd door Monique Luiken.

## Samenvatting
De gebeurtenissen in het boek vinden plaats kort na de gebeurtenissen in De Wonderbaarlijke Tovenaar van Oz en na het vertrek van Doortje terug naar Kansas. De hoofdrolspeler van de roman is een weesjongen genaamd Tip. Zolang hij zich kan herinneren, staat Tip onder de voogdij van een feeks genaamd Mombi en woont in het noordelijke kwadrant van Oz genaamd Het Land van de Nagelingen. Mombi is altijd extreem gemeen en beledigend geweest voor Tip. Terwijl Mombi op een dag naar huis terugkeert, is Tip van plan wraak te nemen en haar bang te maken met een houten man die hij heeft gemaakt, met een grote pompoen waar hij een gezicht in snijdt, en die hij Sjaak Pompoenstaak noemt. Tot ontzetting van Tip wordt Mombi niet voor de gek gehouden door deze truc en ze grijpt deze gelegenheid aan om het nieuwe magische 'Poeder des Levens' te demonstreren dat ze zojuist van een andere tovenaar had gekregen. Mombi vertelt Tip dat ze van plan is hem te transformeren in een marmeren beeld om hem te straffen voor zijn ondeugende manieren.
Om te voorkomen dat hij in een marmeren beeld wordt veranderd, rent Tip nog dezelfde avond met Sjaak weg en steelt het Poeder des Levens. Hij gebruikt het om het houten Zaagpaard tot leven te wekken zodat Sjaak hem kan berijden. Het Zaagpaard loopt zo snel dat Tip achterblijft. Als hij alleen verder loopt, ontmoet hij het meisjesleger van generaal Djindjur, dat van plan is om de Vogelverschrikker van de troon te stoten (die sinds het einde van De Wonderbaarlijke Tovenaar van Oz de Smaragd Stad regeert). Ondertussen komen Sjaak en het Zaagpaard aan in de Smaragd Stad en maken kennis met Zijne Majesteit de Vogelverschrikker. Djindjur en haar Leger van Opstand vallen de Smaragd Stad binnen, terroriseren de burgers en plunderen de stad, wat een grote ravage en chaos tot gevolg heeft. Tip sluit zich, in het paleis, aan bij Sjaak en de Vogelverschrikker en ze weten te ontsnappen op de rug van het Zaagpaard. 

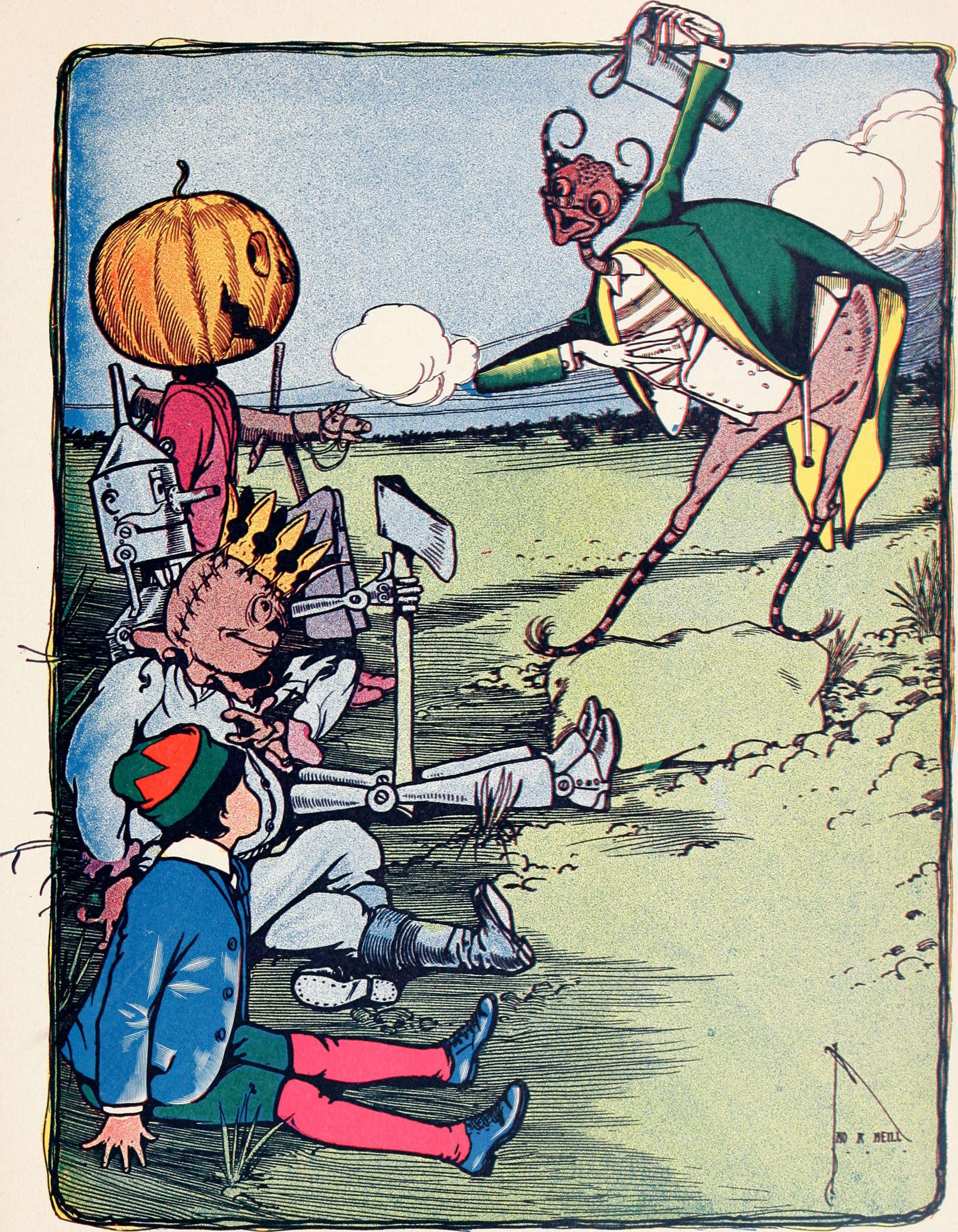
Sjaak Pompoenstaak, de Blikken Man, de Vogelverschrikker en Tip ontmoeten de Wokkelkever. (oorspronkelijke illustratie van John R. Neill)

De voortvluchtige metgezellen komen aan bij het kasteel van de Blikken Man (die nu het Land van de Wenkelingen regeert na de ondergang van de Boze Heks van het Westen in het vorige boek) en zijn van plan de Smaragd Stad met zijn hulp terug te veroveren. Op hun weg terug worden ze misleid door de magie van Mombi (die Djindjur te hulp schoot in een poging om de voortvluchtigen te pakken te krijgen). Ze ontmoeten de "Opmerkelijk Reusachtige, Degelijk Onderwezen" Wokkelkever die daarna met hen mee reist, en ze worden geholpen door de loyale veldmuizen en hun muizenkoningin. De Koningin van de Veldmuizen laat de Vogelverschrikker twaalf muizen meenemen die hij in zijn stro kan verstoppen. Wanneer het vreemde gezelschap de Smaragd Stad bereikt, nemen Djindjur en haar soldaten de groep gevangen en sluiten ze op. De vrouwelijke soldaten zijn echter bang van de veldmuizen en verlaten het paleis. Ze bezetten echter nog steeds het terrein van de stad en het paleis is omgeven. De vrienden zitten gevangen in het paleis. De Vogelverschrikker stelt voor een vernuftige vliegmachine te maken met een opgezette kop van een wapiti (ook wel 'hert' genoemd) zodat de machine kan zien waar het heen gaat. Tip gebruikt het Poeder des Levens om deze machine, die is samengesteld uit de paleismeubels, tot leven te brengen en daarna vliegen ze weg, ze vliegen pardoes het Land van Oz uit. Ze landen in een nest van kauwtjes dat vol ligt met allerlei door de vogels gestolen goederen. De vleugels van het Vliegende Hert zijn beschadigd bij de landing.
De kauwtjes keren terug naar hun nest en vallen de reizigers aan, terwijl ze het stro van de Vogelverschrikker wegdragen. Het nest bevat een grote hoeveelheid papiergeld, waarmee de Vogelverschrikker opnieuw kan worden gevuld. Met behulp van Wenspillen, die ze ontdekten in het doosje met het Poeder des Levens, weten Tip en zijn vrienden te ontsnappen en reizen naar het paleis van Glinda de Goede Heks, die woont in het zuidelijke kwadrant van Oz, het Land van de Kwartelingen. Ze leren van Glinda dat Prinses Ozma, de dochter van koning Pastoria, tientallen jaren geleden in het geheim werd verborgen toen de Tovenaar van Oz de troon overnam. Ze informeert hen ook dat Ozma de rechtmatige heerser is van de Smaragd Stad en heel het Land van Oz, en niet de Vogelverschrikker (die de baan toch niet echt wilde). Glinda vergezelt daarom Tip, Sjaak, het Zaagpaard, de Vogelverschrikker, de Blikken Man, de Wokkelkever en de Wapiti terug naar de Smaragd Stad om Mombi te confronteren. De feeks probeert ze te bedriegen door een kamermeisje genaamd Jellia Jamb te vermommen als zichzelf (wat niet lukt), maar slaagt erin hen te ontwijken terwijl ze haar zoeken in de Smaragd Stad. Net als hun tijd opraakt, plukt de Tin Woodman een roos om in zijn revers te dragen, onbewust dat dit de getransformeerde Mombi is.
Glinda ontdekt het bedrog meteen en leidt de achtervolging van Mombi, die eindelijk wordt betrapt terwijl ze de Dodelijke Woestijn probeert over te steken in de vorm van een vliegensvlugge griffioen. Onder druk van Glinda bekent Mombi dat de Tovenaar haar de baby Ozma bracht, die ze veranderde in ... de jongen Tip. In eerste instantie is Tip volkomen geschokt en verbijsterd om dit te weten te komen, maar Glinda en zijn vrienden helpen hem zijn bestemming te aanvaarden, en Mombi voert haar laatste betovering uit om de vloek ongedaan te maken, waardoor hij weer de sprookjesprinses Ozma wordt.
De getransformeerde Ozma neemt haar rechtmatige plek op de troon in na het verslaan van Djindjur en haar leger. De Blikken Man nodigt de Vogelverschrikker uit om samen met Sjaak Pompoenstaak met hem terug te keren naar het Land van de Wenkelingen. De Wapiti wordt op zijn verzoek gedemonteerd (hoewel zijn hoofd een jachttrofee is die nog steeds kan spreken), Glinda keert terug naar haar paleis in het Land van de Kwartelingen, de Wokkelkever blijft als Ozma's adviseur en het Zaagpaard wordt Ozma's persoonlijke ros. De vergeten profetie is eindelijk vervuld en Oz is weer politiek heel, met Ozma op haar rechtmatige positie als het kind Koningin van Oz.
Bibliografie
- Riley, Michael O. (1997). Oz and Beyond: The Fantasy World of L. Frank Baum. ISBN 0-7006-0832-X.
- Rogers, Katharine M. (2002). L. Frank Baum, Creator of Oz. Macmillan.
- Baum, Het Wonderlijke Land van Oz (2016). ISBN 9789082178265